# Campodea grallesiensis
Campodea grallesiensis  es una especie de hexápodo dipluro de la familia Campodeidae. Es endémica de la mitad este de la península ibérica (España).